# 오아충
오아충(중국어 정체자: 吳亞忠, 병음: Wu Yazhong 우야종[*], ? - 1869년)은 청나라 말기에 연릉국을 세운 좡족 출신의 반란군 지도자이다. 다른 이름으로는 오아종(吳亞終 또는 吳阿終), 오충(吳忠), 오곤(吳鯤)이 있다.

## 생애
광서성 신녕주 출신으로 아버지 연릉국을 세운 오능운이다. 오능운은 광서성 서남부에서 봉기를 해서 연릉국을 건국했다. 1863년, 청나라군에 포위되어 전사했다. 오아충은 포위를 돌파하는데 성공하여 진안부의 삼태산(三台山)을 점령했다. 또한 영산현의 소장삼(小張三)과 제휴하여 진안(眞安), 귀순주(歸順州)를 돌아다니며 전투를 벌였다.
1868년 4월에 청나라군의 공격으로 귀순주가 함락당하고, 소장삼이 전사했다. 6월에는 삼태산이 함락당했기 때문에, 오아충은 베트남으로 피신했다. 베트남 뜨득 황제는 청나라 광서제독 풍자재와 연합하여 이들을 공격 때문에 1869년 9월에 오아충은 전사했다. 그들의 잔당들이 유영복의 흑기군에 참가하는 사람이 많았다고 전한다.

## 참고 문헌
- 羅爾綱『太平天国史』中華書局
- 日本國立情報學研究所-黄現璠, 黄増慶, 張一民 : 『좡족통사』, 廣西民族出版社, 7-5363-0422-6/K·13
- 陳仲金. 《《越南史略》（或譯《越南通史》）》 (중국어). 戴可來譯. 베이징: 商務印書館（1992）ISBN 7-100-00454-3.
- 郭振鐸; 張笑梅. 《《越南通史》》 (중국어). 베이징: 중국인민대학出版社（2001）ISBN 7-300-03402-0.
- (중국어) 《청사고·열전 314·속국2·越南》